# REM レム
『REM レム』（原題：Chasing Sleep）は、2000年に公開されたアメリカ合衆国・カナダ・フランスのスリラー映画。

## ストーリー
不眠症に悩んでいる大学教授のエド・サクソンが目を覚ますと、妻のイブがいなかった。イブの友人スージーに電話し、イブについて聞くが居場所はわからず、エドは朝まで待っても彼女が帰ってこないため警察にも連絡するが、見つけることができない。心配から睡眠薬の服用量が増えていったエドは、幻覚を見るようになる。

## キャスト
| 役名                 | 俳優                                         | 日本語吹替 |
| -------------------- | -------------------------------------------- | ---------- |
| エド・サクソン       | ジェフ・ダニエルズ                           | 江原正士   |
| セイディ・クラム     | エミリー・バーグル                           | 内川藍維   |
| ダーム刑事           | ギル・ベロウズ                               | 大塚芳忠   |
| スージー             | モリー・プライス                             | 五十嵐麗   |
| ジョージ・シミアン   | ジュリアン・マクマホン                       | 楠大典     |
| ジェフリー・コスタス | ザック・グルニエ                             | 石塚運昇   |
| スチュアート巡査     | ベン・シェンクマン                           | 斉藤次郎   |
| 医師                 | ガイ・サンヴィル                             | 辻親八     |
| スナイダー刑事       | パトリック・モウグ                           | 辻親八     |
| マズレク刑事         | デニス・ノース                               |            |
| エドの母             | Bee Vary                                     | 定岡小百合 |
| イブ・サクソン       | クリスティ・ディッキンソン Betsey Amid（声） | 安藤麻吹   |

- 吹替その他：江口美里

## スタッフ
- 監督・脚本：マイケル・ウォーカー
- 製作：トーマス・ビドゲイン、オリヴァー・グラス
- 製作総指揮：スコット・マコーレー、ロビン・オハラ
- 撮影：ジム・デノート
- 編集：デヴィッド・レナード

日本語版スタッフ
吹替版
- 演出：高桑一
- 翻訳：村上美智子
- 調整：伊藤恭介
- 録音：KSSスタジオ
- プロデューサー：小原里江子、別府憲治

## 受賞
- 2001年ジェラルメ国際ファンタスティカ映画祭 - 特別審査員賞